# Wahlen zum Senat der Vereinigten Staaten 1972
Die Wahlen zum Senat der Vereinigten Staaten 1972 zum 93. Kongress der Vereinigten Staaten fanden am 7. November statt. Sie waren Teil der Wahlen in den Vereinigten Staaten an diesem Tag und fielen mit der Präsidentschaftswahl zusammen, die Präsident Richard Nixon mit einem Erdrutschsieg gewann. Es war die erste Wahl zum Senat nach Verabschiedung des 26. Zusatzartikels, der das Wahlalter von 21 auf 18 Jahre herabsetzte.

Blau: Demokraten
rot: Republikaner
hellerer Farbton: Gewinne

Zur Wahl standen die 33 Sitze der Klasse II, einer davon als Nachwahl für einen verstorbenen Senator, zusätzlich fand in Vermont eine Nachwahl statt. 14 der zur Wahl stehenden Senatoren gehörten der Demokratischen Partei an, 19 den Republikanern. Die Demokraten konnten 6 Sitze von den Republikanern gewinnen, die Republikaner 4 von den Demokraten. Dadurch konnten die Demokraten ihre Mehrheit im Senat von 54 auf 56 Sitze ausbauen, die Republikaner fielen von 44 auf 42. Außerdem war ein Senator Konservativer, einer Unabhängiger, beide hatten nicht zur Wahl gestanden.
Zu Veränderungen nach der Wahl siehe auch Liste der Mitglieder des Senats im 93. Kongress der Vereinigten Staaten.

## Ergebnisse

### Nachwahlen zum 92. Kongresses
Die Inhaber der hier zur Wahl stehenden Sitze wurden als Ersatz für ausgeschiedene Senatoren ernannt, die Wahlen fanden gleichzeitig mit der Wahl zum 93. Kongress statt. Die Gewinner dieser Wahlen wurden vor dem 3. Januar 1973 in den Senat aufgenommen, also während des 92. Kongresses.
| Staat   | Amtierender Senator | Partei       | Nachwahl  | Ergebnis                | Neuer Senator   |
| ------- | ------------------- | ------------ | --------- | ----------------------- | --------------- |
| Georgia | David H. Gambrell   | Demokrat     | Klasse II | von Demokraten gehalten | Sam Nunn        |
| Vermont | Robert Stafford     | Republikaner | Klasse I  | bestätigt               | Robert Stafford |

- bestätigt: ein als Ersatz für einen ausgeschiedenen Senator ernannter Amtsinhaber wurde bestätigt.

### Wahlen zum 93. Kongress
Die Gewinner dieser Wahlen wurden am 3. Januar 1973 in den Senat aufgenommen, also bei Zusammentritt des 93. Kongresses. Alle Sitze dieser Senatoren gehören zur Klasse II.
| Staat          | Amtierender Senator     | Partei       | Ergebnis                   | Neuer Senator         |
| -------------- | ----------------------- | ------------ | -------------------------- | --------------------- |
| Alabama        | John Sparkman           | Demokrat     | wiedergewählt              | John Sparkman         |
| Alaska         | Ted Stevens             | Republikaner | wiedergewählt              | Ted Stevens           |
| Arkansas       | John Little McClellan   | Demokrat     | wiedergewählt              | John Little McClellan |
| Colorado       | Gordon L. Allott        | Republikaner | Zugewinn Demokraten        | Floyd K. Haskell      |
| Delaware       | Cale Boggs              | Republikaner | Zugewinn Demokraten        | Joe Biden             |
| Georgia        | David H. Gambrell       | Demokrat     | von Demokraten gehalten    | Sam Nunn              |
| Idaho          | Leonard B. Jordan       | Republikaner | von Republikanern gehalten | James A. McClure      |
| Illinois       | Charles H. Percy        | Republikaner | wiedergewählt              | Charles H. Percy      |
| Iowa           | Jack Miller             | Republikaner | Zugewinn Demokraten        | Richard C. Clark      |
| Kansas         | James B. Pearson        | Republikaner | wiedergewählt              | James B. Pearson      |
| Kentucky       | John Sherman Cooper     | Republikaner | Zugewinn Demokraten        | Walter Huddleston     |
| Louisiana      | Elaine S. Edwards       | Demokrat     | von Demokraten gehalten    | Bennett Johnston      |
| Maine          | Margaret Chase Smith    | Republikaner | Zugewinn Demokraten        | William Dodd Hathaway |
| Massachusetts  | Edward Brooke           | Republikaner | wiedergewählt              | Edward Brooke         |
| Michigan       | Robert P. Griffin       | Republikaner | wiedergewählt              | Robert P. Griffin     |
| Minnesota      | Walter Mondale          | Demokrat     | wiedergewählt              | Walter Mondale        |
| Mississippi    | James Eastland          | Demokrat     | wiedergewählt              | James Eastland        |
| Montana        | Lee Metcalf             | Demokrat     | wiedergewählt              | Lee Metcalf           |
| Nebraska       | Carl Curtis             | Republikaner | wiedergewählt              | Carl Curtis           |
| New Hampshire  | Thomas J. McIntyre      | Demokrat     | wiedergewählt              | Thomas J. McIntyre    |
| New Jersey     | Clifford P. Case        | Republikaner | wiedergewählt              | Clifford P. Case      |
| New Mexico     | Clinton Presba Anderson | Demokrat     | Zugewinn Republikaner      | Pete Domenici         |
| North Carolina | B. Everett Jordan       | Demokrat     | Zugewinn Republikaner      | Jesse Helms           |
| Oklahoma       | Fred R. Harris          | Demokrat     | Zugewinn Republikaner      | Dewey F. Bartlett     |
| Oregon         | Mark Hatfield           | Republikaner | wiedergewählt              | Mark Hatfield         |
| Rhode Island   | Claiborne Pell          | Demokrat     | wiedergewählt              | Claiborne Pell        |
| South Carolina | Strom Thurmond          | Republikaner | wiedergewählt              | Strom Thurmond        |
| South Dakota   | Karl Earl Mundt         | Republikaner | Zugewinn Demokraten        | James Abourezk        |
| Tennessee      | Howard Baker            | Republikaner | wiedergewählt              | Howard Baker          |
| Texas          | John Tower              | Republikaner | wiedergewählt              | John Tower            |
| Virginia       | William B. Spong        | Demokrat     | Zugewinn Republikaner      | William L. Scott      |
| West Virginia  | Jennings Randolph       | Demokrat     | wiedergewählt              | Jennings Randolph     |
| Wyoming        | Clifford P. Hansen      | Republikaner | wiedergewählt              | Clifford P. Hansen    |

- wiedergewählt: ein gewählter Amtsinhaber wurde wiedergewählt.